# 원심 조속기

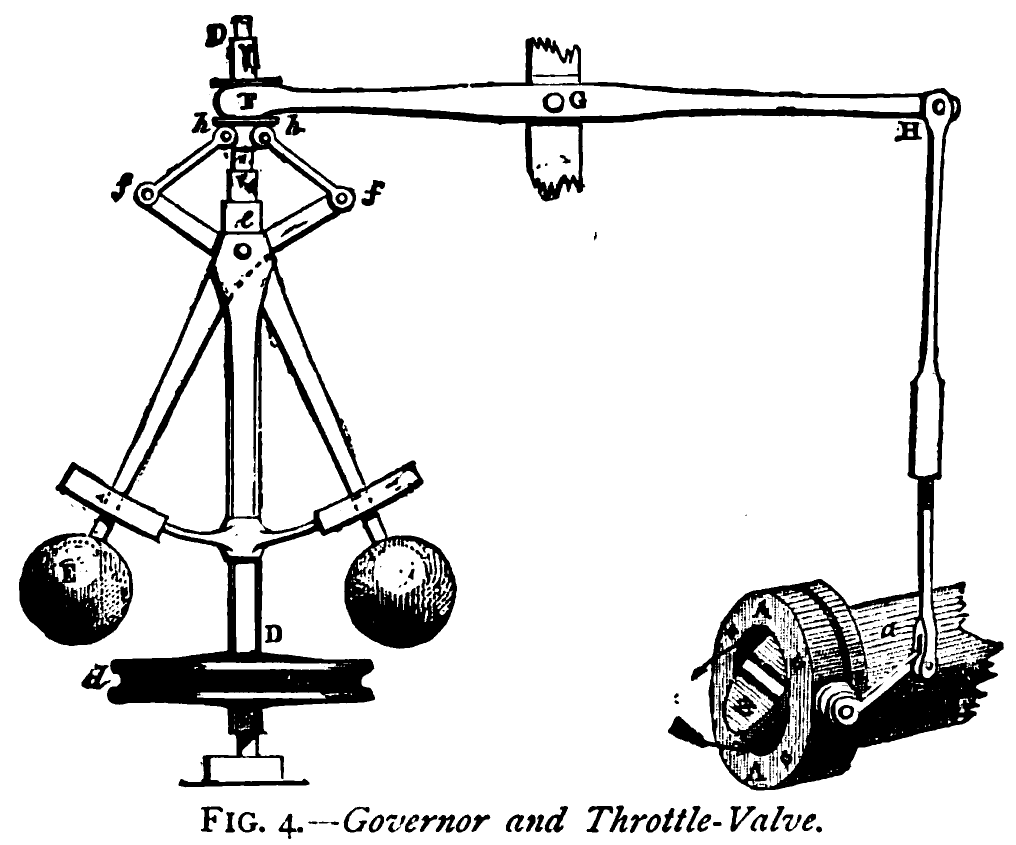

원심 조속기는 연료의 양 (또는 작동 유체)을 조절함으로써 엔진의 속도를 제어하는 피드백 시스템을 말하며 비례 제어의 원리를 이용한다.
실린더에서 증기의 주입을 조절하며 증기기관을 제어한다. 제임스 와트가 1788년에 발명했다. 보편적인 사용은 19세기에 이루어졌다.
내연기관과 다양한 연료를 공급받는 터빈, 일부 현대식 타종 시계에서도 사용한다.

## 작동

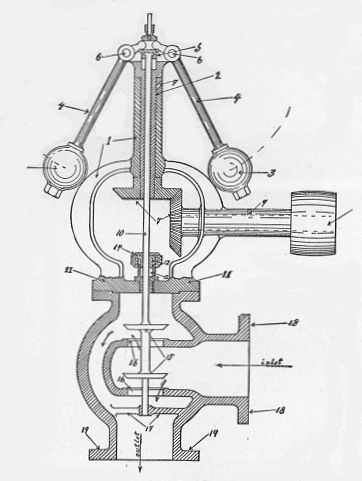

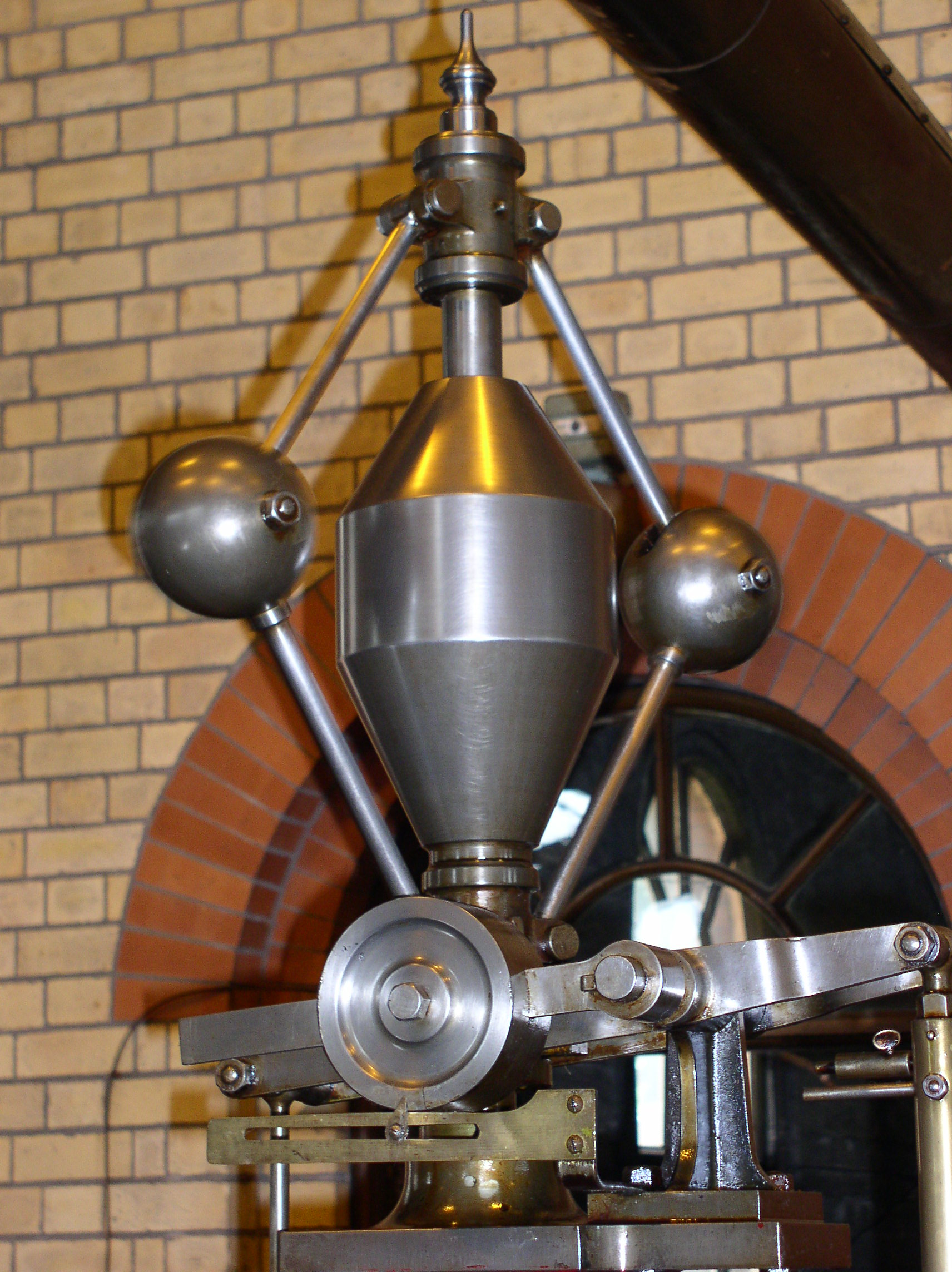

동력은 하부 벨트 바퀴에 연결된 벨트 또는 체인에 의해 엔진의 출력축으로부터 조속기에 공급된다. 조속기는 작동 유체 (증기)의 흐름을 공급하는 동력원을 조절하는 스로틀 밸브에 연결된다. 원동기의 속도가 올라감에 따라, 조속기의 중심 회전축이 더 빠른 속도로 회전하고 공의 운동 에너지가 증가한다. 이것은 지레에 있는 2개의 질량이 중력에서 바깥쪽으로 움직일수 있다.
오른쪽 그림의 하단에서 볼 수 있듯이, 기계식 멈치를 사용하여 스로틀 동작의 범위를 제한할 수 있다.

## 역사

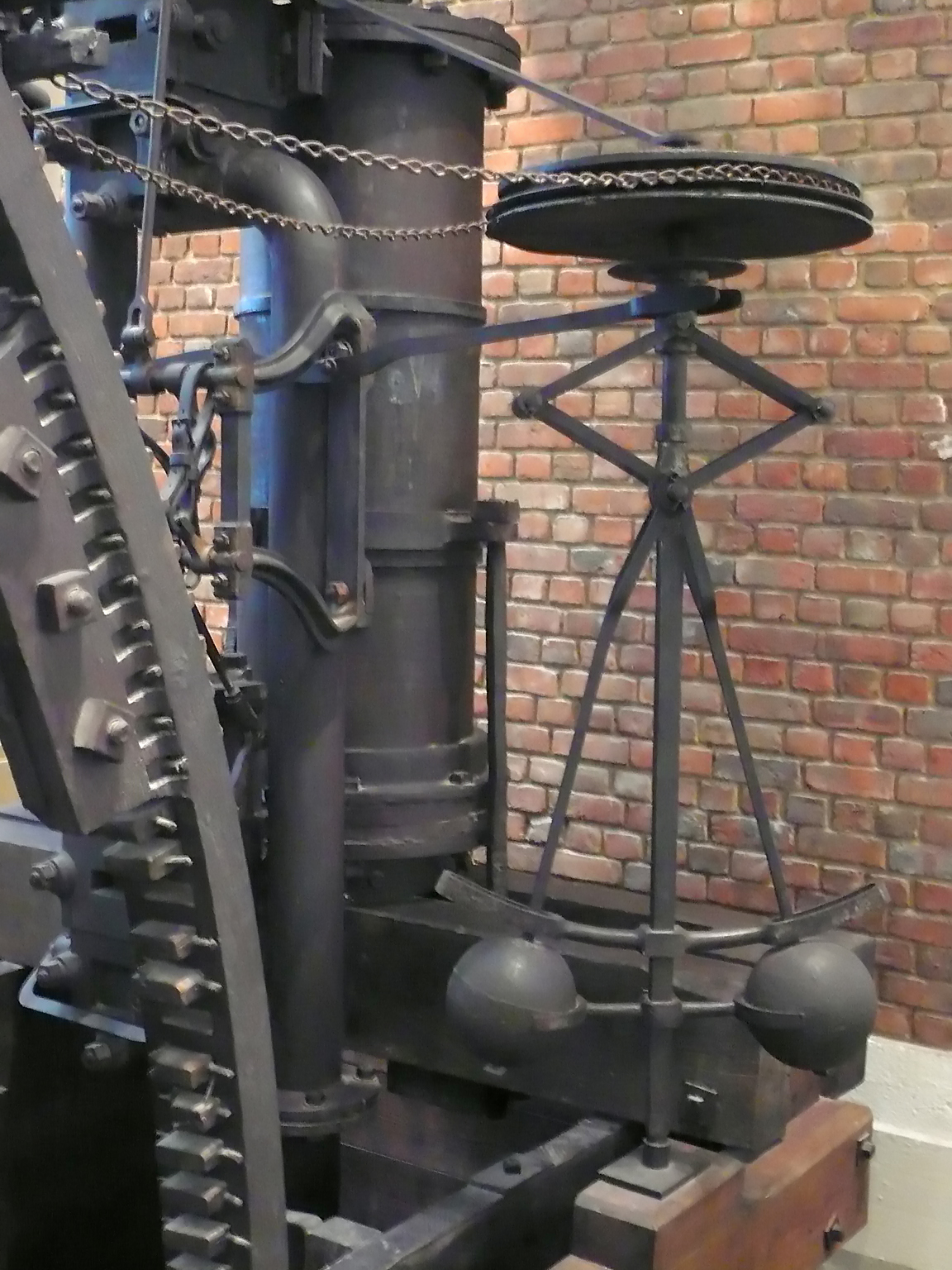

제임스 와트는 사업 파트너 매슈 볼턴의 제안에 따라 1788년에 자신의 첫번째 조속기를 설계했다. 그것은 원추형 진자였으며 와트가 증기 기관 용도로 사용한 마지막 시리즈였다. 제임스 와트는 원심 조속기가 자신의 발명품이라고 결코 주장하지 않았다. 최초의 원심 조속기는 크리스티안 하위헌스가 고안했으며 17세기에 풍차에서 맷돌 사이의 거리와 압력을 조절하기 위해 사용되었다.
와트가 만든 조속기의 거대한 동상은 영국 웨스트미들랜즈주 스메스위크에 있다. 그것은 플라이볼 조속기로 알려져있다.

## 같이 보기
- 조속기

## 참조
1. ↑  Richard L, Hills (1996년). “Power From the Wind”. 케임브리지 대학교.